# Houston (actriz porno)
Kimberly Halsey (Long Beach, California; 24 de marzo de 1969), más conocida como Houston, es una actriz pornográfica estadounidense.

## Biografía
Houston comenzó su carrera en 1995 después comenzó con Peter Davy, el director de películas para adultos, mientras ella era bailarina en un club de estriptis llamado “The Tropicana”. Ella subsecuentemente se convirtió una actriz de contrato para Nitro, teniendo como salario $ 1000 por mes, y entonces dejando a Metro Global Media.
Houston se hizo notable con su trabajo en la película Houston 500 de la compañía Metro, es una película donde se informa que tuvo sexo (hardcore) con más de 620 hombres sin interrupción el 6 de febrero de 1999, aunque existe ampliamente la duda para muchos espectadores sobre el testimonio, se dice que el número real probablemente fue alrededor de 100 hombres.
Durante 1999, ella informó haber ganado más de un millón de dólares y producir en $20.000 por semana por apariciones en un club de estriptis. Houston informó tener que recortar quirúrgicamente sus labios vaginales para mejorar su apariencia durante las apariciones de primer plano en sus trabajos de vídeo. Como consecuencia en una subasta en línea, Houston informó haber vendido su pecho derecho a un precio estimado de $ 10.000. En 2.000, Houston apareció en un documental llamado “Porn to Rock” en VH-1, en el cual escribió sus crónicas sobre los esfuerzos de varios actores de la industria pornográfica para hacer su paso en la principal corriente principal de música en su esfuerzo del rock and roll.
Ha dado un giro total en su vida retirándose del porno en 2005 y abrazar el cristianismo de XXX Church, una agrupación religiosa que "ayuda" a los antiguos actores de cine porno y/o adictos a la pornografía. En abril de 2008 se le diagnosticó un melanoma y lucha desde entonces por vencer al cáncer.En julio del 2013 se encuentra haciendo audiciones para la marca Playboy en la ciudad de Las Vegas, Nevada.